# Belize (rijeka)
Belize je rijeka u Belizeu. Nastaje sutokom rijeka Mopán i Macal istočno od San Ignacija (okrug Cayo) u Belizeu duga je 290 kilometara (uključujući rijeku Mopan). Plovna je do guatemalske granice i služila je kao glavni trgovinski i komunikaciji pravac između unutrašnjosti i obale u 20. stoljeću, najveća je rijeka u Belizeu. Protječe kroz dolinu koja je uglavnom prekrivena tropskom kišnom šumom, te je dugo bila povezana sa šumarstvom, pogotovo prometom mahagonija i danas služi prometom drva ali u daleko manjoj mjeri. Rijeka je važan izvor pitke vode za lokalne ljude koji žive uz rijeku, međutim, kvaliteta vode je degradirana sedimentima, pesticidima i drugim toksinima. Šume u porječju su ugrožene spaljivanjem.
U slivu rijeke postoji niz arheoloških nalazišta mayanske civilizacije od kojih su poznatiji Xunantunich, Chaa Creek i Cahal Pech.

## Vanjske poveznice
|  | Zajednički poslužitelj ima još gradiva o temi Belize (rijeka) |